# Zdrój Ciechocinek
Zdrój Ciechocinek – klub piłki nożnej z Ciechocinka, występujący w klasie okręgowej.

## Historia klubu
W 1922 r. utworzono Harcerski Klub Sportowy, a po dwóch latach w 1924 r. został on przemianowany na Ciechociński Klub Sportowy „Zdrój”. Pierwszym prezesem klubu był Stanisław Tomaszewski.
W sezonie 1982/1983 klub awansował do III ligi konińsko-włocławskiej. Sezon 2004/05 – awans do III ligi gr. 2. Sezon 2005/06 zakończony na 5. miejscu.
Sprzyjające warunki i renoma uzdrowiska decydowały, że Ciechocinek często był gospodarzem imprez sportowych o zasięgu ogólnopolskim, a czasem międzynarodowym. Organizowano wyścigi kolarskie, zawody pływackie, sparingowe mecze z drużynami Ekstraklasy, jak np. z okazji 50-lecia klubu z Lechem Poznań, czy w latach 90. z Orłami Górskiego, Zawiszą Bydgoszcz, Legią Warszawa i Žalgirisem Wilno.
Wytrwała praca szkoleniowa, zaangażowała szerokie grona działaczy i pojawienie się grupy utalentowanych zawodników przyniosły wspomniany awans do III ligi. W sezonie 1983/1984 po rywalizacji z drużyną Kujawiaka Włocławek piłkarze zajęli I miejsce w lidze konińsko-włocławskiej.
W sezonie 2004/05 Zdrój ponownie uzyskał awans do III ligi i grał w niej do sezonu 2009/10, zaliczając spadek do IV ligi.